# Einar Østby
Einar Østby (Vinger, 17 settembre 1935 – 3 aprile 2022) è stato un fondista norvegese.

## Palmarès

### Olimpiadi invernali
- Argento a Squaw Valley 1960 nella staffetta 4x10 km.

### Mondiali
- Bronzo a Zakopane 1962 nei 15 km.